# Jannik Hastrup
Jannik Hastrup, född 4 maj 1941 i Næstved, är en dansk animatör, filmregissör och filmproducent. Hastrup har bland annat gjort TV-serien Trälarna, samt långfilmerna Samson & Sally och Fågelkriget.

## Filmografi
- Cirkeline, Coco og det vilde næsehorn (2018)
- Cykelmyggen og Minibillen (2014)
- Cykelmyggen og Dansemyggen (2007)
- Cirkeline og Verdens mindste superhelt (2004)
- Pojken som ville vara isbjörn (2002)
- Cirkeline - Ost og Kærlighed (2000)
- Cirkeline - Storbyens Mus (1998)
- H.C. Andersens skugga (1998)
- Aporna och det hemliga vapnet (1995)
- Fågelkriget (1990)
- Strit og Stumme (1986)
- Samson och Sally (1984)
- Bennys badekar (1971)